# 神奇傑克
神奇傑克是位於美國佛羅里達州博卡拉頓的職業女子足球俱乐部，現時在美国女子足球职业联赛參賽。

## 歷史
神奇傑克於2001年以「華盛頓自由」（Washington Freedom）的名義成立並參加現已解散的美国女子足球大联盟（Women's United Soccer Association，簡稱WUSA）。2009年首屆美国女子足球职业联赛的創始成員之一，兩年後球隊遭遇財困，其東主亨德里克斯家族（Hendricks family）決定退出，其後網絡電話商「神奇傑克」（magicJack）的東主丹·波里斯娄（Dan Borislow）收購球隊，並於2011年搬遷到佛羅里達州博卡拉頓及更名「神奇傑克」（magicJack）。

## 外部連結
- magicJack Website
- WPS Website